# Maciej Bodnar
Maciej Bodnar (nascido em 7 de março de 1985) é um ciclista de estrada profissional polonês. Competiu representando seu país, Polônia, na prova de estrada (individual e por equipes) nos Jogos Olímpicos de Verão de 2012 em Londres, Reino Unido.
É irmão de Łukasz Bodnar, seu companheiro do esporte ciclismo.